# Ann Katharine Mitchell
Ann Mitchell (Su apellido de soltera era 'Williamson') (Oxford; 19 de noviembre de 1922 - Edimburgo; 11 de mayo de 2020) fue una criptóloga y psicoanalista que trabajo en la descodificación de la máquina Enigma. Era graduada en matemáticas por la Universidad de Oxford.

## Segunda Guerra Mundial
Desarrollo su trabajo de descodificación como parte del equipo de Bletchley Park. Fue reclutada en 1943 por la  «Foreign Office». Y este equipo fue el que consiguió descifrar la máquina Enigma. Otro miembro destacado de este equipo fue el mátematico Alan Turing. Este grupo continuó el trabajo iniciado por Marian Rejewski de forma exitosa, sentando posiblemente las bases de la derrota de Alemania durante la Segunda Guerra Mundial.

## Familia
Sus hijos crecieron conociendo las hazañas bélicas de su padre que participó en el  desembarco de Normandía. Al mismo tiempo nadie supo de sus hazañas de su madre. No fue hasta sus 70 años de edad que decidió contar sus hazañas.

## Carrera profesional
Tras la guerra siguió los pasos de su madre que había creado uno de los primeros centros de planificación familiar del país y reorientó su labor hacia la infancia y la familia centrando sus estudios en los efectos psicológicos del divorcio en la infancia.